# Igor Andrejew
Igor Andrejew (1915–1995) byl polský právník a vysokoškolský učitel.
Byl představitelem socialistického práva v Polsku, účastnil se jako soudce justiční vraždy generála Augusta Fieldorfa. Byl hlavním autorem polského trestního zákoníku z roku 1969. Ve své vědecké činnosti se zabýval mj. trestním právem afrických států.